# Rousset-les-Vignes
Rousset-les-Vignes este o comună în departamentul Drôme din sud-estul Franței. În 2009 avea o populație de 289 de locuitori.

## Evoluția populației
| An        | 1975 | 1982 | 1990 | 1999 | 2006 | 2009 |
| --------- | ---- | ---- | ---- | ---- | ---- | ---- |
| Populație | 216  | 257  | 257  | 254  | 288  | 289  |